# Francesca Barro
Francesca Barro (Treviso, 4 agosto 1999) è una rugbista a 15 italiana, pilone del Valsugana.

## Biografia
Trevigiana di nascita ma cresciuta a Nervesa della Battaglia, si formò rugbisticamente nelle giovanili della squadra femminile del Benetton, le Red Panthers, con cui vinse nel 2014 il campionato di categoria Under-16.
Esordì in prima squadra nel 2017-18 mentre, dopo la maturità a Treviso, intraprese gli studi in terapia occupazionale a Padova.
Passata al Valsugana di Padova, con tale squadra si è laureata campionessa d'Italia nel 2022.
Vanta una presenza internazionale per l'Italia, nel corso del Sei Nazioni 2022 a Parma contro l'Inghilterra.

## Palmarès
- Campionati italiani: 1
Valsugana: 2021-22